# Vladimír Menšík
Vladimír Menšík (9 de octubre de 1929-29 de mayo de 1988) fue un popular actor y animador checo, nacido en Ivančice, Moravia, Checoslovaquia.
Comediante y actor serio, creó una amplia gama de personajes animados. Protagonizó más de 120 películas (September Nights, Král Šumavy, Hledá se táta, Až přijde kocour, Joe Cola-Loca, Los amores de una rubia, El incinerador de cadáveres, Zítra vstanu a opařím se čajem, Marketa Lazarová, Všichni dobří rodáci, La cenicienta y el príncipe, Jak utopit doktora Mráčka, Dobří holubi se vracejí, Princ a Večernice, Slaměný klobouk), películas para televisión (Zlatí úhoři) y miniseries de televisión (Byl jednou jeden dům, Arabela, Pan Tau, Los visitantes, Létající Čestmír).